# ريكي فورد
ريكي فورد (بالإنجليزية: Ricky Ford)‏ هو عازف ساكسفون أمريكي، ولد في 4 مارس 1954 في بوسطن في الولايات المتحدة.

## وصلات خارجية
- الموقع الرسمي
- ريكي فورد على موقع ميوزك برينز (الإنجليزية)
- ريكي فورد على موقع أول ميوزيك (الإنجليزية)
- ريكي فورد على موقع ديسكوغز (الإنجليزية)